# Célula mononuclear de sangue periférico
Uma célula mononuclear do sangue periférico (PBMC, do inglês peripheral blood mononuclear cell) é qualquer célula do sangue periférico com um núcleo redondo. Estas células consistem de linfócitos (células T, células B, células NK) e monócitos, enquanto que os eritrócitos e as plaquetas não têm núcleo, e granulócitos (neutrófilos, basófilos e eosinófilos) têm núcleos multilobados. Em humanos, os linfócitos constituem a maioria da população de PBMC, seguidos pelos monócitos e apenas uma pequena porcentagem das células dendríticas.
Essas células podem ser extraídas do sangue total usando ficoll, um polissacarídeo hidrofílico que separa as camadas do sangue em centrifugação gradiente, separando o sangue em uma camada superior de plasma, seguida por uma camada de PBMCs e uma fração inferior de células polimorfonucleares (como neutrófilos e eosinófilos) e eritrócitos. As células polimorfonucleares podem ser posteriormente isoladas por lise das células vermelhas do sangue. Basófilos às vezes são encontrados nas frações mais densas de PBMC.